# Marsilea schelpeana
Marsilea schelpeana là một loài dương xỉ trong họ Marsileaceae. Loài này được Launert mô tả khoa học đầu tiên.

## Hình ảnh

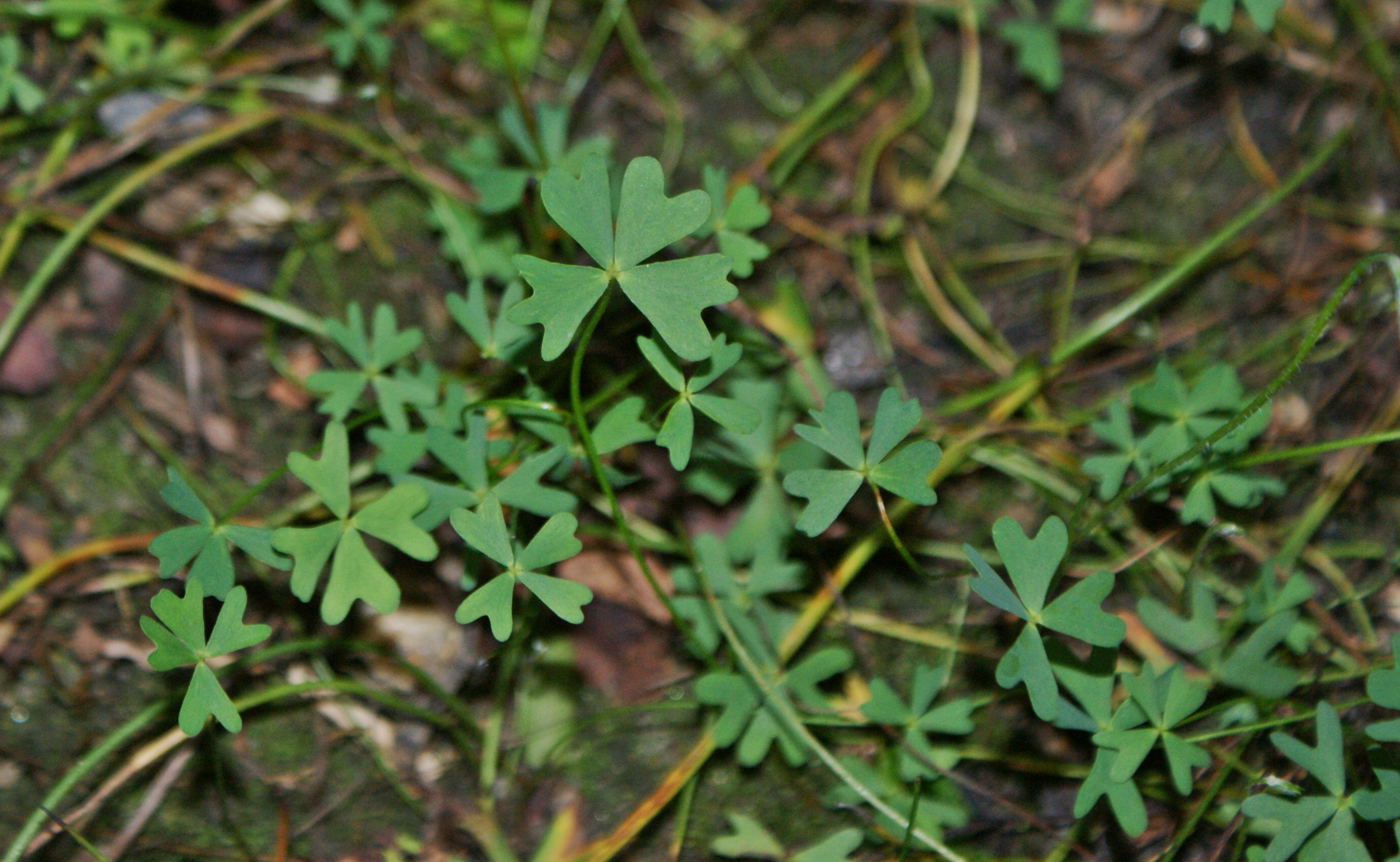